# 博尼约尔河畔沙斯讷伊
博尼约尔河畔沙斯讷伊（法語：Chasseneuil-sur-Bonnieure，法語發音：[ʃasnœj syʁ bɔnjœʁ]），法国西南部城市，新阿基坦大区夏朗德省的一个市镇，隶属于孔福朗区，其市镇面积为33.3平方公里，2022年1月1日时人口数量为3,103人，在法国城市中排名第3,611位。
博尼约尔河畔沙斯讷伊位于夏朗德省东北部，博尼約爾河左岸，是一个区域性的中心城市和公路枢纽。

## 地名来源

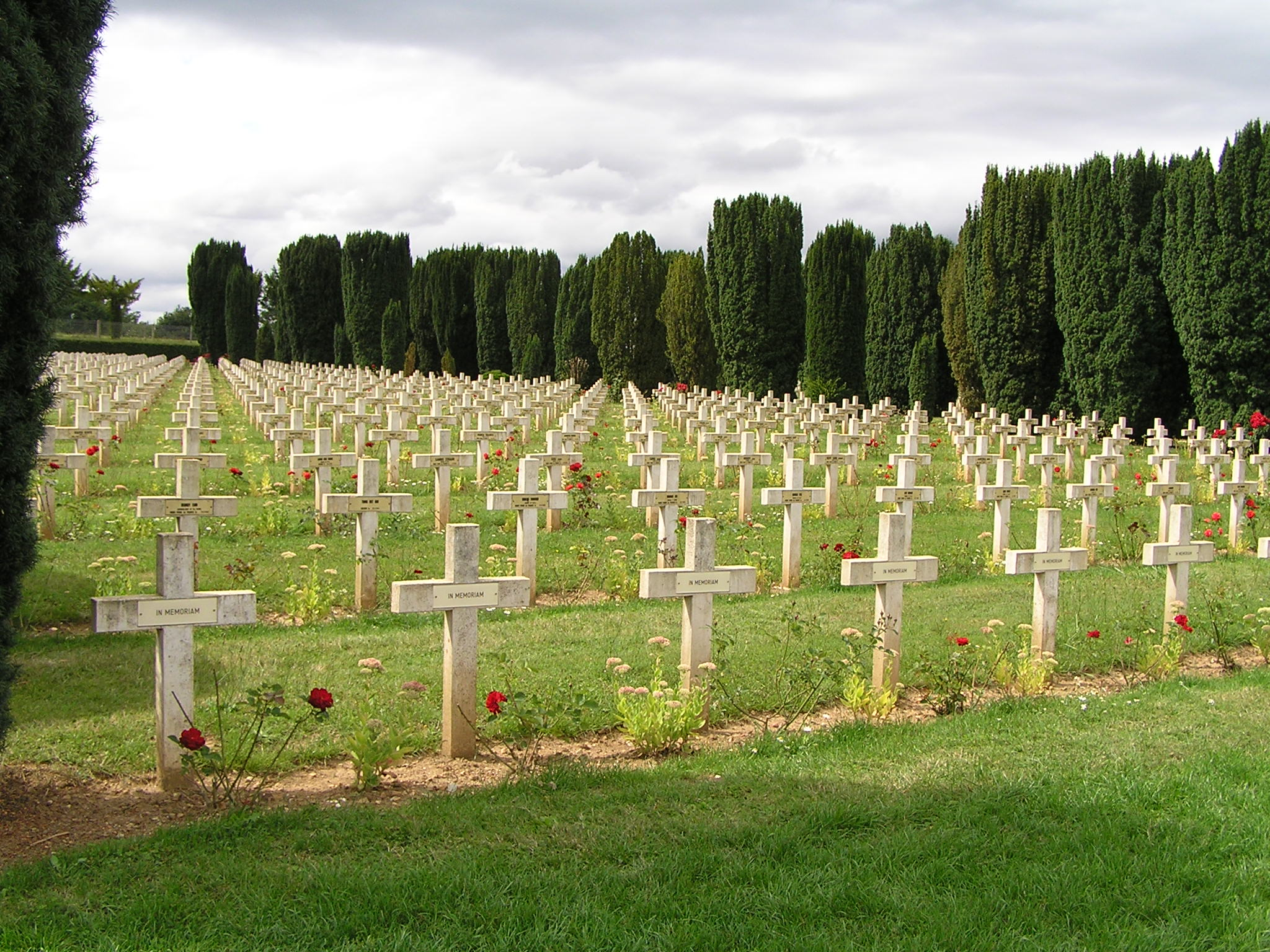
沙斯讷伊烈士陵园

“沙斯讷伊”一名最初于公元11世纪以“Chassagnoles”的形式被记载，该名称来源于高卢语“cassanosialo”，意为“橡树林间明亮的湖沼”。

## 历史
博尼约尔河畔沙斯讷伊历史悠久，当地曾出土一处新石器时期的石棺，但其来源尚有待考证。罗马时期，一条连接桑特和卢格敦努姆（今里昂）之间的道路由此通过。中世纪时期，博尼约尔河畔沙斯讷伊长期为天主教昂古莱姆教区和昂古穆瓦行省的一部分。16至18世纪间，当地农民因不满重税而多次爆发游行抗议。法国大革命后，博尼约尔河畔沙斯讷伊成为夏朗德省的一个市镇。1875年，连接利摩日和昂古莱姆之间的铁路线建成并由此通过。第二次世界大战期间，大批来自摩泽尔省的沦陷区难民驻扎于博尼约尔河畔沙斯讷伊，当地出现了多个抵抗运动团体。1944年3月22日，纳粹德军曾攻占沙斯讷伊并杀害了当地近百名抵抗运动成员。战后，当地建成了博尼约尔河畔沙斯讷伊抵抗运动烈士陵园，以纪念夏朗德省以及滨海夏朗德省共1,415名因抵抗运动而遇难的同胞。

## 地理

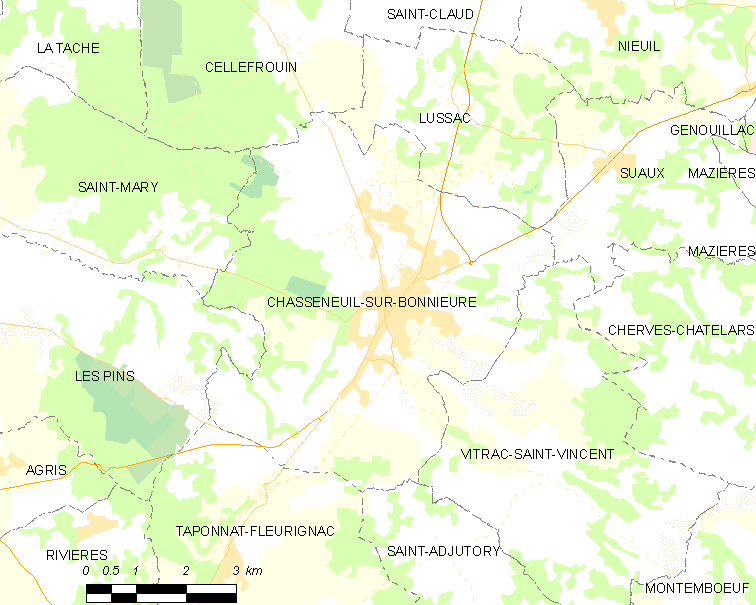
博尼约尔河畔沙斯讷伊市镇范围地图

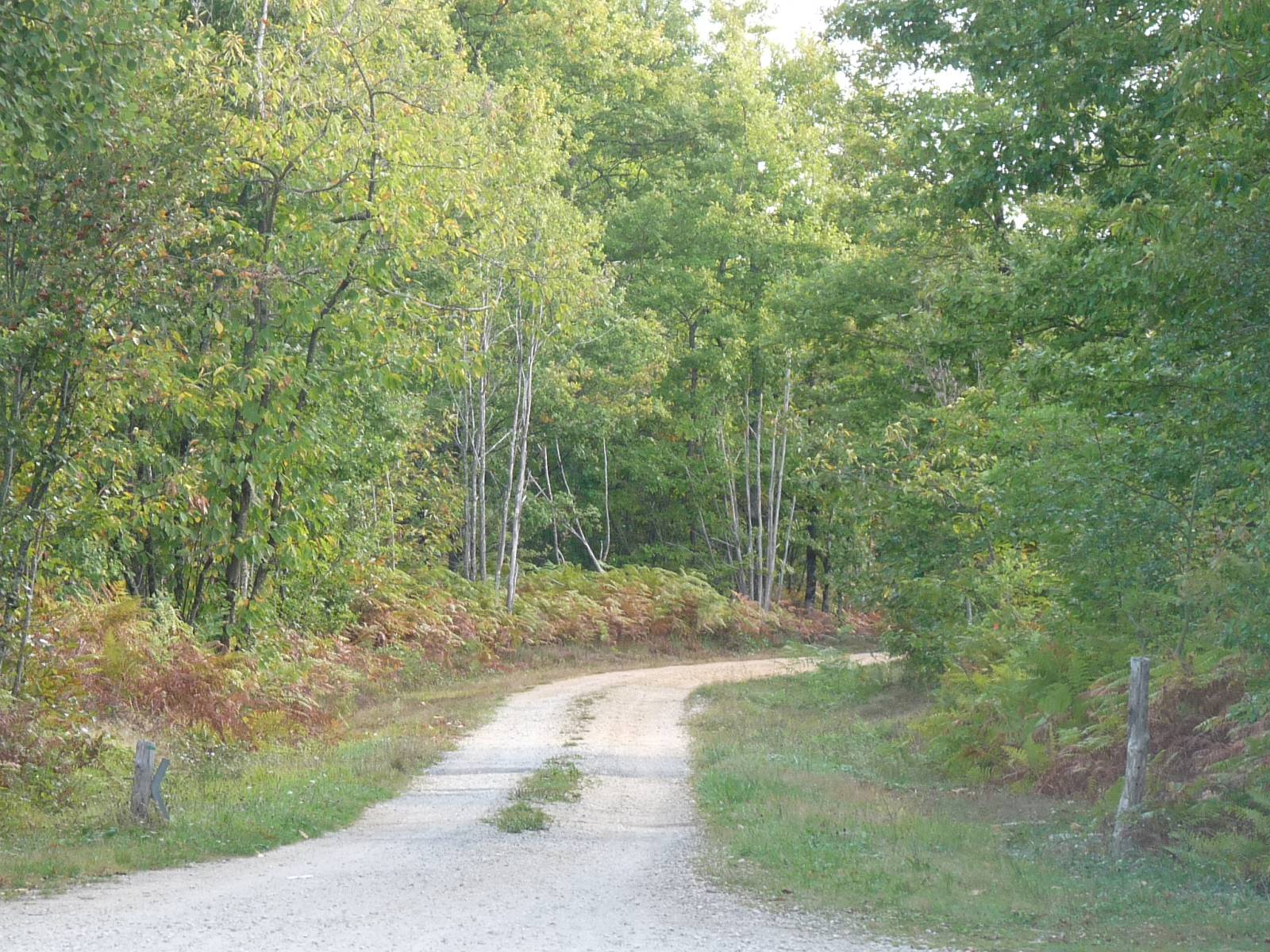
博尼约尔河畔沙斯讷伊境内的林地

博尼约尔河畔沙斯讷伊位于法国西南部，新阿基坦大区中北部和夏朗德省东北部，距离省会昂古莱姆大约33公里。与博尼约尔河畔沙斯讷伊接壤的市镇包括：塞勒弗鲁安、吕萨克、莱潘、圣阿德瑞托里、叙欧、塔波纳-弗勒里尼亚克、维特拉克-圣樊尚、圣马里。

### 地形
博尼约尔河畔沙斯讷伊位于法国中央高原与阿基坦盆地的过渡地带，境内以丘陵和浅丘为主，市镇中心地势较为平坦，全境海拔在91到174米之间。

### 水文
博尼約爾河自东北向西南流经镇中心北部和西部，该河是夏朗德河的一条左岸支流。

### 植被
博尼约尔河畔沙斯讷伊属于温带阔叶混交林区，市区东西两侧有大片天然林地分布。
在鲜花城市的评比中，博尼约尔河畔沙斯讷伊被评为1星级鲜花城市。

### 气候
博尼约尔河畔沙斯讷伊在柯本气候分类法中属于温带海洋性气候。

## 行政区划
博尼约尔河畔沙斯讷伊是法国新阿基坦大区夏朗德省的一个市镇，编号为16085。博尼约尔河畔沙斯讷伊隶属于孔福朗区和夏朗德省第三选区，管理夏朗德-博尼约尔县，同时也是利穆赞夏朗德市镇公共社区的办公驻地。
法国国家统计与经济研究所（简称）在进行数据统计时，未将博尼约尔河畔沙斯讷伊划入任何城市核心区（Unité urbaine）、城市区（Aire urbaine）以及城市辐射区（Aire d'attraction）内。此外，还将博尼约尔河畔沙斯讷伊市镇整体看作一个“块区”（IRIS）。

## 交通

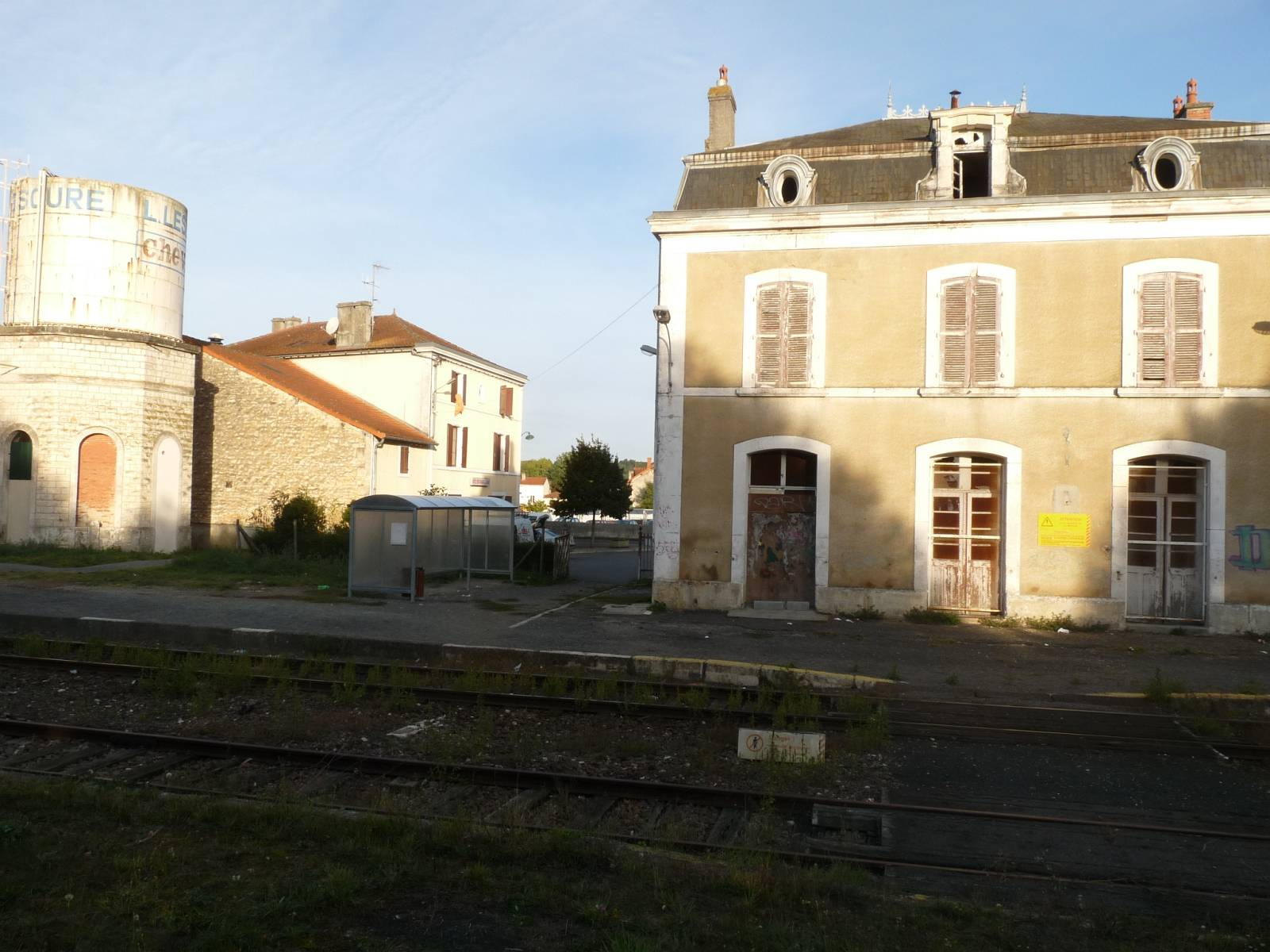
博尼约尔河畔沙斯讷伊火车站

### 公路
法国国道N141线和多条夏朗德省省道经过博尼约尔河畔沙斯讷伊境内，新阿基坦大区下属的城际客运提供巴士线路，可前往省会昂古莱姆。
2017年，74%的博尼约尔河畔沙斯讷伊家庭拥有至少一辆私人汽车。2019年，博尼约尔河畔沙斯讷伊境内共发生各类交通事故1起，造成1人受伤。

### 铁路
博尼约尔河畔沙斯讷伊位于利摩日－昂古莱姆铁路上，该铁路自2018年2月起关闭。博尼约尔河畔沙斯讷伊站位于市区中部，该站原本停靠往返于昂古莱姆和利摩日之间的区域列车，自2018年起该线路夏朗德省境内的路段改为汽车运输。

### 航空
距离博尼约尔河畔沙斯讷伊最近的民用航空站为利摩日贝勒加德机场，距离博尼约尔河畔沙斯讷伊市中心的公路里程约64公里。

### 城市公共交通
截至2021年7月，博尼约尔河畔沙斯讷伊暂无城市公共交通系统。

## 政治

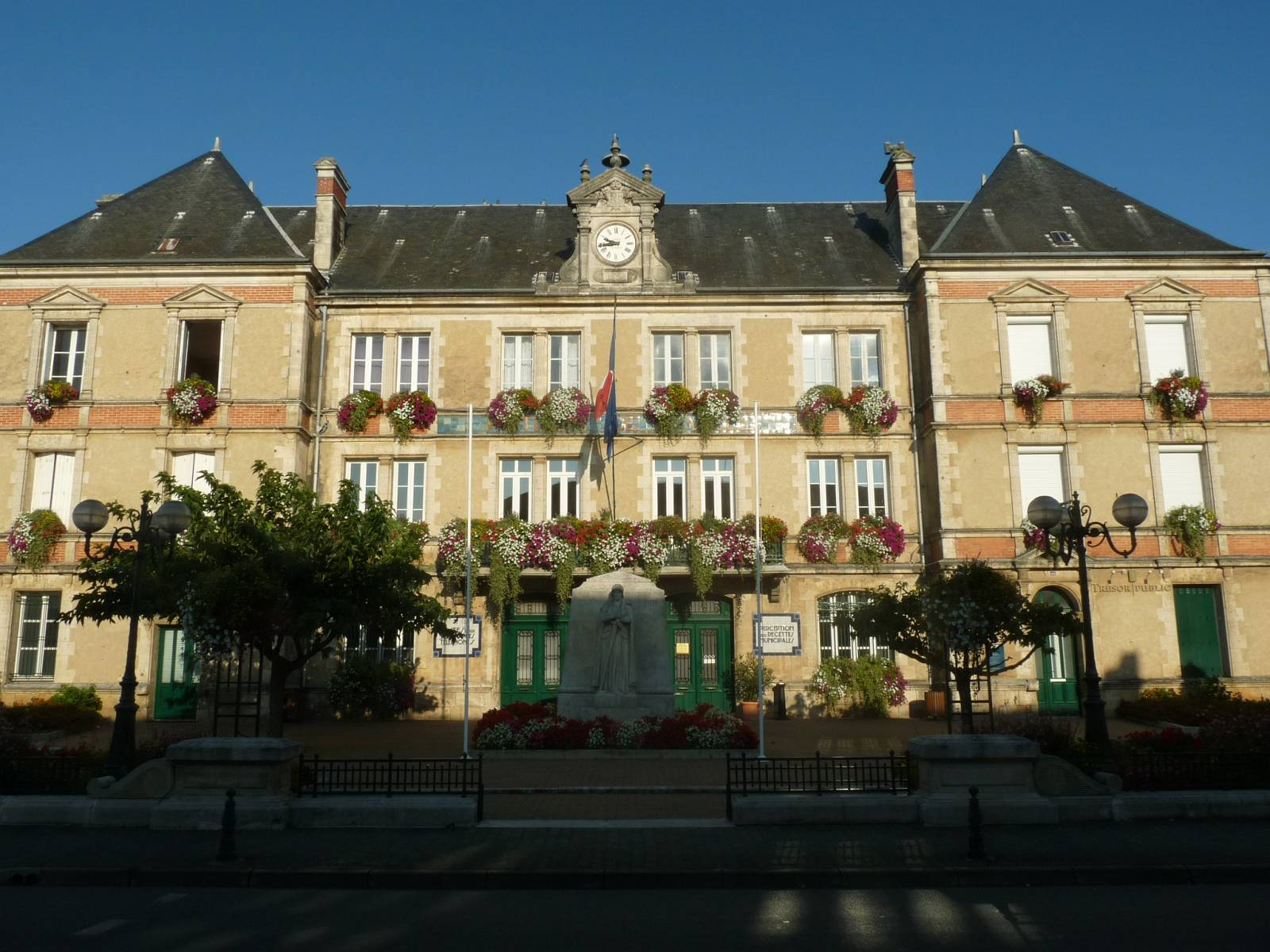
博尼约尔河畔沙斯讷伊市政厅

博尼约尔河畔沙斯讷伊的现任市长为法布里斯·普安先生（Fabrice Point），他是社会党的一名成员，在2020年的市政选举中获得了58.51%的支持率。
在2017年的法国总统大选中，法国第25任总统埃马纽埃尔·马克龙在博尼约尔河畔沙斯讷伊获得了63.59%的支持率。

## 人口
2018年，博尼约尔河畔沙斯讷伊市镇人口数量为3,065，在法国排名第3,611位。其中男性1,405人，女性1,641人，75岁及以上人口占14.2%，外籍人口数量为515人，人口密度为92人/平方公里，当地居民被称为（男性）或（女性）。2019年，博尼约尔河畔沙斯讷伊境内出生25人，死亡人口41人。
| 年份   | 1936  | 1946  | 1954  | 1962  | 1968  | 1975  | 1982  | 1990  | 1999  | 2005  | 2010  | 2015  | 2018  |
| ------ | ----- | ----- | ----- | ----- | ----- | ----- | ----- | ----- | ----- | ----- | ----- | ----- | ----- |
| 人口數 | 2,525 | 2,486 | 2,783 | 2,723 | 2,790 | 2,803 | 2,903 | 2,791 | 2,786 | 2,880 | 2,986 | 3,036 | 3,065 |

## 经济
截至2021年7月，博尼约尔河畔沙斯讷伊境内共有各类用人单位458家，平均历史为20年，其中99.16%为中小型企业（PME）。（零售）、（木材）及（活禽销售）是当地2019年营业额最高的三个企业，分别为11,199,135欧元、9,952,635欧元和7,113,976欧元。

## 财政收入
2019年，博尼约尔河畔沙斯讷伊的财政收入总额为3,302,440欧元，财政支出总额为2,745,890欧元，当年的债务总额为1,924,900欧元。 2020年，博尼约尔河畔沙斯讷伊共获得905 134欧元的国家财政补助，比上一年增加了0.02%。
2017年，博尼约尔河畔沙斯讷伊的人均月收入总额为1,773欧元，其中高级职员为3,018欧元，低于法国平均水平（4,214欧元）；中级职员为2,147欧元，低于法国平均水平（2,353欧元）；普通职员为1,480欧元，亦低于法国平均水平（1,690欧元）。
2017年，博尼约尔河畔沙斯讷伊境内的青壮年（15至64岁）失业率为15.2%，当地40.5%的家庭拥有纳税资格，平均纳税1,421欧元，低于法国平均水平（3,888欧元）。

## 社会事务

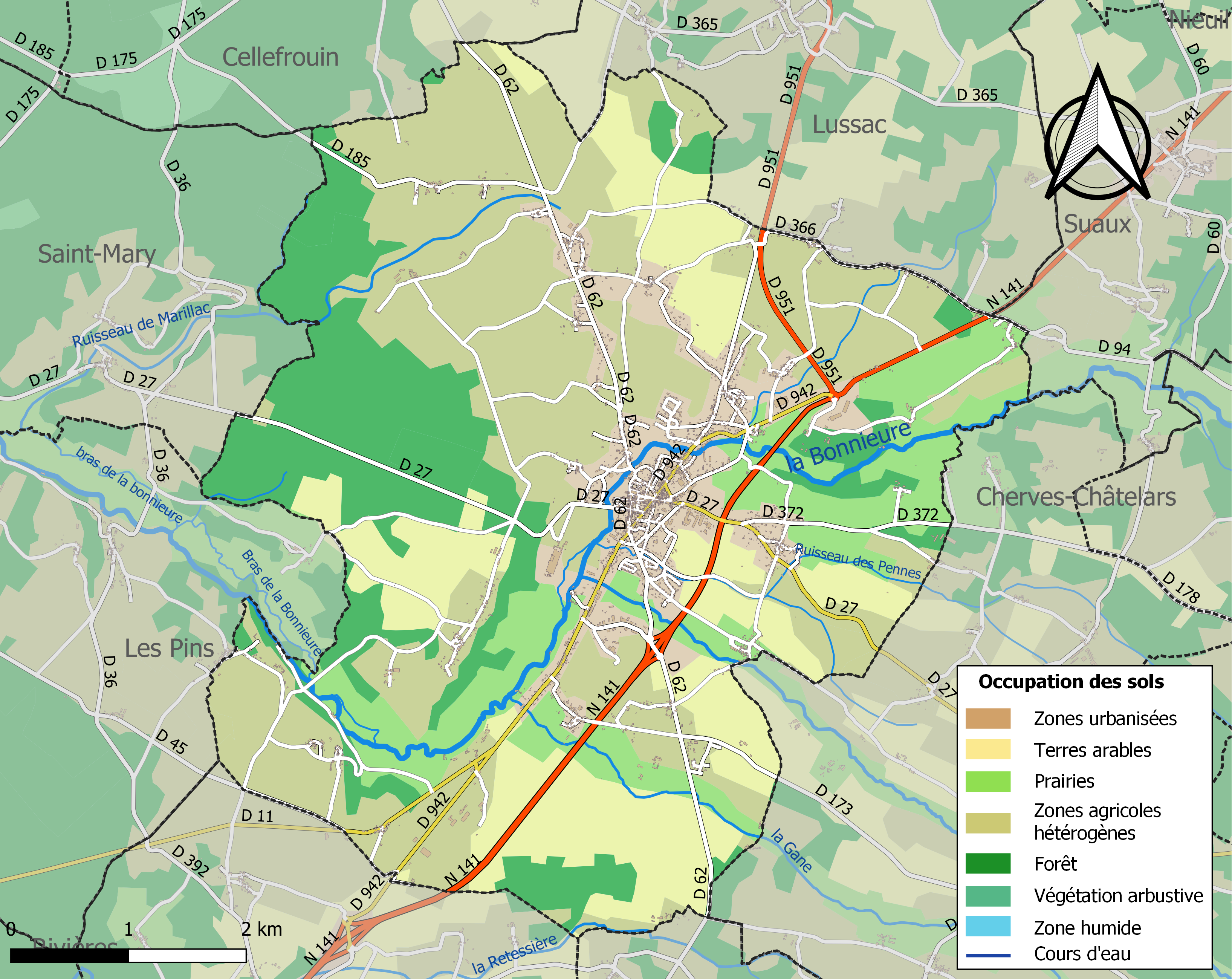
博尼约尔河畔沙斯讷伊土地利用情况地图

### 教育
博尼约尔河畔沙斯讷伊属于普瓦捷学区。截止2019年1月1日，博尼约尔河畔沙斯讷伊境内共有1所幼儿园、1所小学、1所初级中学和1所职业高中。2018至2019学年度，博尼约尔河畔沙斯讷伊境内共有在校中等教育阶段学生318名。

### 医疗
截止2019年1月1日，博尼约尔河畔沙斯讷伊境内共有全科医生4名、保健师1名、牙医4名、护士9名和助产士2名。境内共有药房2家、养老院1家。
距离博尼约尔河畔沙斯讷伊最近的公立医疗机构是“拉罗什富科中心医院”（Centre Hospitalier de La Rochefoucauld），后者是法国的一个区域性医疗机构，其主病区位于昂古穆瓦地区拉罗什富科，距离博尼约尔河畔沙斯讷伊市区大约11公里，设有床位74个，是当地规模最大的公立综合性医院。

### 住房
2017年，博尼约尔河畔沙斯讷伊境内共有各类住房1,697套，其中89.2%为独立式居民区，10.6%为集中式居民区。常住房屋占博尼约尔河畔沙斯讷伊市镇范围内居民建筑总量的86.1%。
在住房保障政策方面，2017年，博尼约尔河畔沙斯讷伊境内共有327户家庭获得了住房经济补助，受益人数占总人口数量的10.7%，其中289份为房租补助。

### 商业
2019年，博尼约尔河畔沙斯讷伊境内共有各类实体商铺96家，其中餐厅10家、大型超市4家、面包房5家、肉铺2家、书店3家、银行门店5家、美容美发店5家、汽车维修店10家。市中心建有一家Intermarché和一家利多超市。

### 体育
2019年，博尼约尔河畔沙斯讷伊境内共有1家游泳池、1间体育馆、1座综合体育场、3处网球场以及1处足球或橄榄球场。
截至2021年7月，沙斯讷伊体育联盟（Union Sportive Chasseneuil）是当地唯一的注册足球队。

### 环境
博尼约尔河畔沙斯讷伊的环境事务由其所属的公共社区负责。2019年，博尼约尔河畔沙斯讷伊境内暂无污染企业。

### 治安
2019年，博尼约尔河畔沙斯讷伊市镇范围内有1处宪兵队。
2014年，博尼约尔河畔沙斯讷伊及附近地区共发生各类案件2,467起，其中盗窃类案件1,641起，经济类案件256起，毒品交易类案件53起。

## 文化

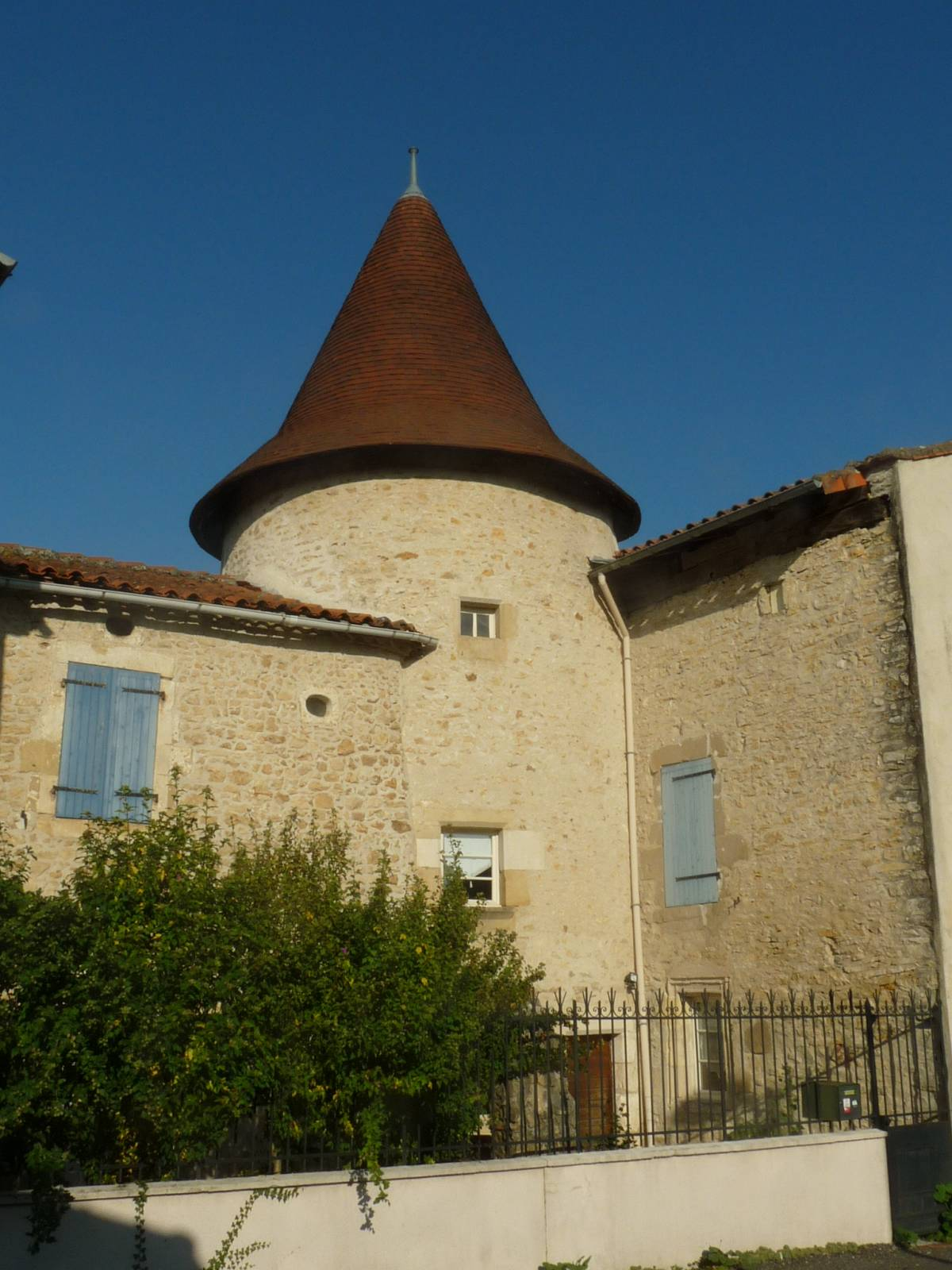
镇中心的一处塔楼

2019年，博尼约尔河畔沙斯讷伊境内有1家电影院。博尼约尔河畔沙斯讷伊市政府提供多媒体中心，向公众全年开放。

### 建筑
博尼约尔河畔沙斯讷伊境内有多处历史建筑，位于镇中心的圣萨蒂南教堂（Église Saint-Saturnin）是当地的代表性建筑物。

### 旅游
博尼约尔河畔沙斯讷伊的旅游事务由其所属的公共社区负责。2020年，博尼约尔河畔沙斯讷伊境内共有1家酒店共计7间房间；另有1个露营地，可容纳共40辆露营车。

### 媒体
法国主要的媒体均可在博尼约尔河畔沙斯讷伊接收，法国电视三台下属的新阿基坦大区频道在部分时段播出博尼约尔河畔沙斯讷伊所属区域的地方新闻。

## 友好城市
截至2021年6月，博尼约尔河畔沙斯讷伊暂未建立任何友好城市关系。